# Veiko Õunpuu
Veiko Õunpuu, född 16 mars 1972 på Ösel, är en estnisk filmregissör.

## Filmografi
- 2007 – Sügisball
- 2009 – Püha Tõnu kiusamine
- 2013 – Free Range